# Nattcafé
Nattcafé är en svensk TV-film från 1965 av Bengt Bratt och regisserad av Johan Bergenstråhle, med handlingen förlagd till Café Auto, som låg vid Östra Hamngatan, nuvarande Nordstadstorget i Göteborg.

## Handling
Filmen handlar om ett gäng gäster på ett kafé. En av gästerna, en ung man, retar de andra och blir senare efter ett bråk utslängd.

## Om filmen
Filmen bygger på en teaterpjäs från 1948 och är Bengt Bratts första film såväl som Gösta Ekmans första samarbete med Johan Bergenstråhle som kom att regissera Ekman i fyra TV-pjäser till.
Filmen fick beröm för dess realistiska skildring av människor som möts på ett trist kafé men väckte kraftiga reaktioner hos riktiga kaféservistriser som kände sig förolämpade.
Pjäsen sattes sedan upp på Marsyasteatern i Stockholm med premiär 9 mars 1968, denna gång med andra skådespelare, bland annat med Ulf Brunnberg och i regi av Kaj Ahnhem.

## Rollista
Rollista enligt IMDb:
- Kent Andersson – Lalle
- Gösta Ekman – Peter
- Erik Hell – Helge
- Jan Erik Lindqvist – den druckne
- Mimi Nelson – servitris
- Mariann Nordwall – Maggan
- Lars Passgård – Sune
- Ingrid Sandgren – ung kvinna
- Ove Tjernberg – ordningsvakten
- Stig Torstensson – ung man
- Catrin Westerlund – Elsa
- Carl-Gunnar Wingård – pensionären